# MVK Zrt.

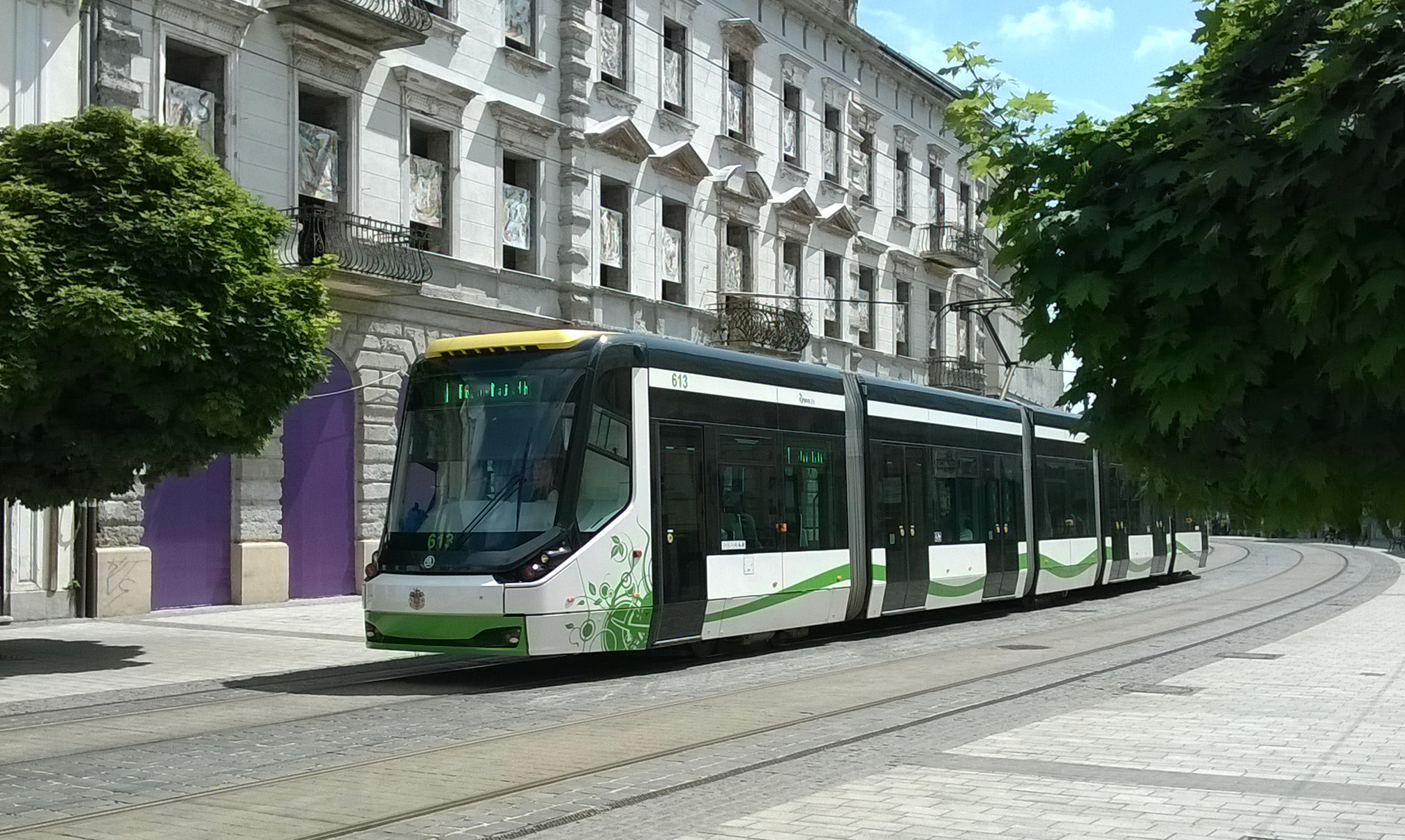
MVK Skoda spårvagn.

MVK Zrt. (Miskolc Városi Közlekedési Részvénytársaság; Masstransporteringens allmänna företag för Miskolcs stad) är namnet för ett av de transportföretag som sköter kollektivtrafiken i Miskolc i Ungern. Till skillnad från kollektivtrafiksföretag i många andra städer är MVK ZRt. självständigt ifrån det företag som egentligen sköter kollektivtrafiken i Borsod-Abaúj-Zemplén, Borsod Volán, och ansvarar bara för kollektivtrafiken i Miskolc och i det intilliggande samhället Felsőzsolca. Bussarna brukar oftast vara mörkblå och spårvagnslinje 1 är röd eller gul samt linje 2 mörkröd.
Miskolc har en lång historia med kollektivtrafik. Den första linjen byggdes år 1897 och Miskolc var den första ungerska stad som fick en busslinje, år 1903. Idag är Miskolc en av de sex städer som har ett eget kollektivtrafikföretag. Staden har två järnvägsstationer; Tiszai och Gömöri och en flygplats (Miskolcs flygplats, som dock inte har någon reguljär flygtrafik). Det finns också en smalspårlinje mellan Miskolc och Lillafüred, men det är mest en turistattraktion.

## Historia

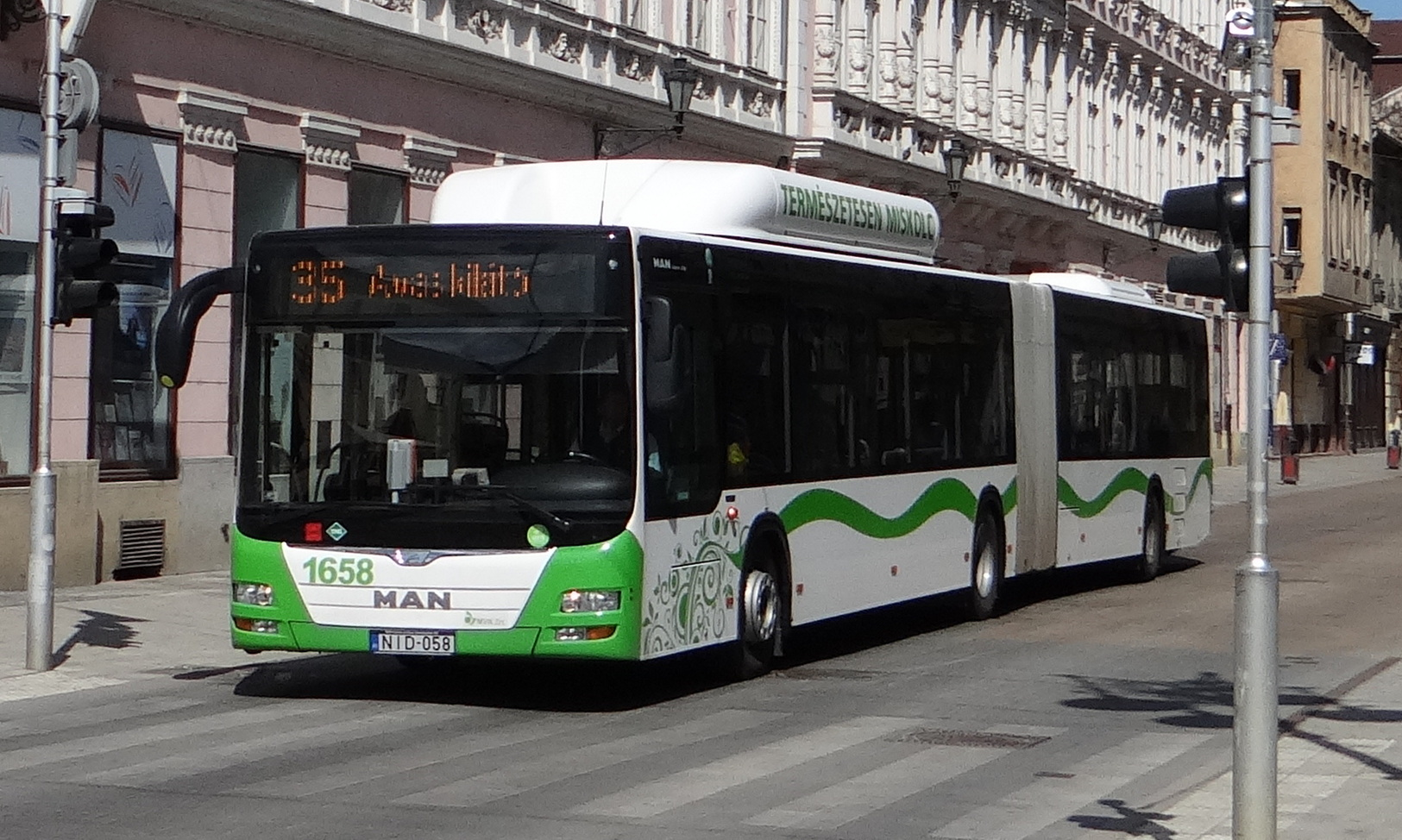
MAN Lion's City på linje 35.

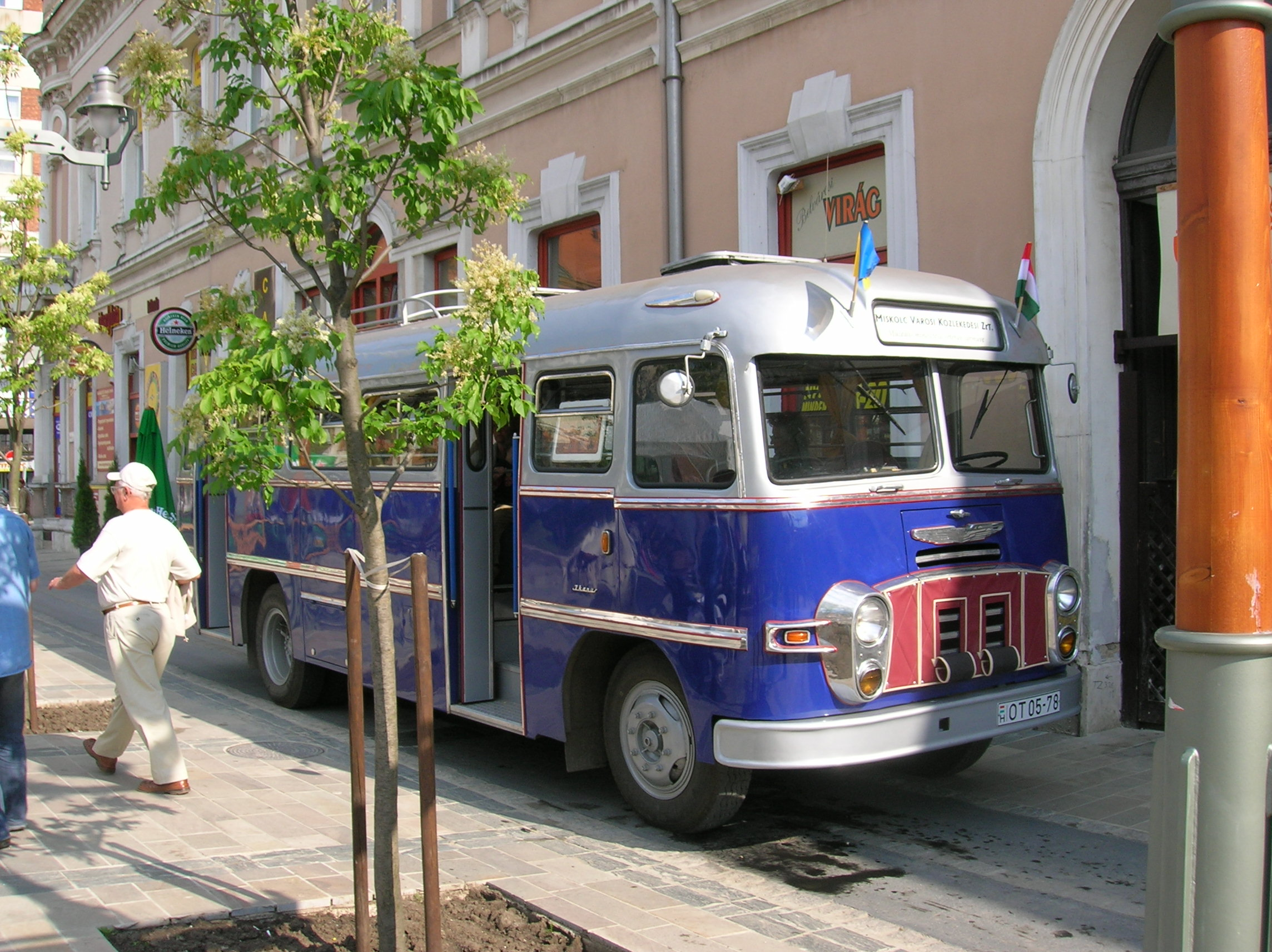
En gammal Ikarusbuss av modell 31 från år 1959.

Behovet av kollektivtrafik i Miskolc växte snabbt under mitten av 1850-talet. Staden hade då runt 30 000 invånare och den första järnvägslinjen som sträckte sig till Miskolc kom först 1859. För de flesta låg järnvägsstationen avlägset, 2,2 km från stadens mitt. Metallfabriken i Diósgyőr öppnades år 1868 och Tapolca blev en allt större turistattraktion. 1860 planerades att spårvagnslinjen mellan järnvägsstationen och metallfabriken skulle gå under jorden, men pengar saknades till projektet.
Från 1862 fanns hästdragna bussar mellan järnvägsstationen och Diósgyőr, senare även mellan stadens centrum och Tapolca. De som styrde staden under den tiden planerade spårvagnslinjer år 1895. Det första spårvagnsnätet designades av István Csáthy Szabó. Enligt hans ritningar skulle nätet omfatta en total längd på 20 kilometer, från Tiszaistationen till den andra sidan av Diósgyőr. Ekonomin tillät dock endast en sju kilometer lång konstruktion.
Den första spårvagnslinjen invigdes den 10 juli 1897. Den stannade sex gånger mellan de två slutstationerna. Den första dagen reste 7 615 personer med spårvagnen. Idag[när?] åker dagligen 90 000 passagerare på någon av de två linjerna. 430 000 resor görs med företaget varje dag, alla färdsätt medräknade. Spårvägarna drevs av MVV Rt. Efter den stora framgången med linjen öppnades ytterligare en linje mellan Búza tér och Népkert. Linjen fick emellertid färre resenärer och 1960 lades linjen lades ner.
Den 8 juni 1903 startade den första busslinjen mellan staden och Diósgyőr av en fru Gyula Bene. Busslinjen lades dock ned efter hård konkurrens från spårvagnsnätet.
Fram till 1947 producerade MVV Rt. elektriciteten i staden. Företaget ägde också spårvagnsnätet. Detta var ingen lycklig situation. År 1920 ville Miskolcs ledare starta en omfattande busstrafik i Miskolc, men MVV Rt. var rädda för konkurrens och hotade med att höja elpriset. Detta fick stadens politisk ledning ändra uppfattning.

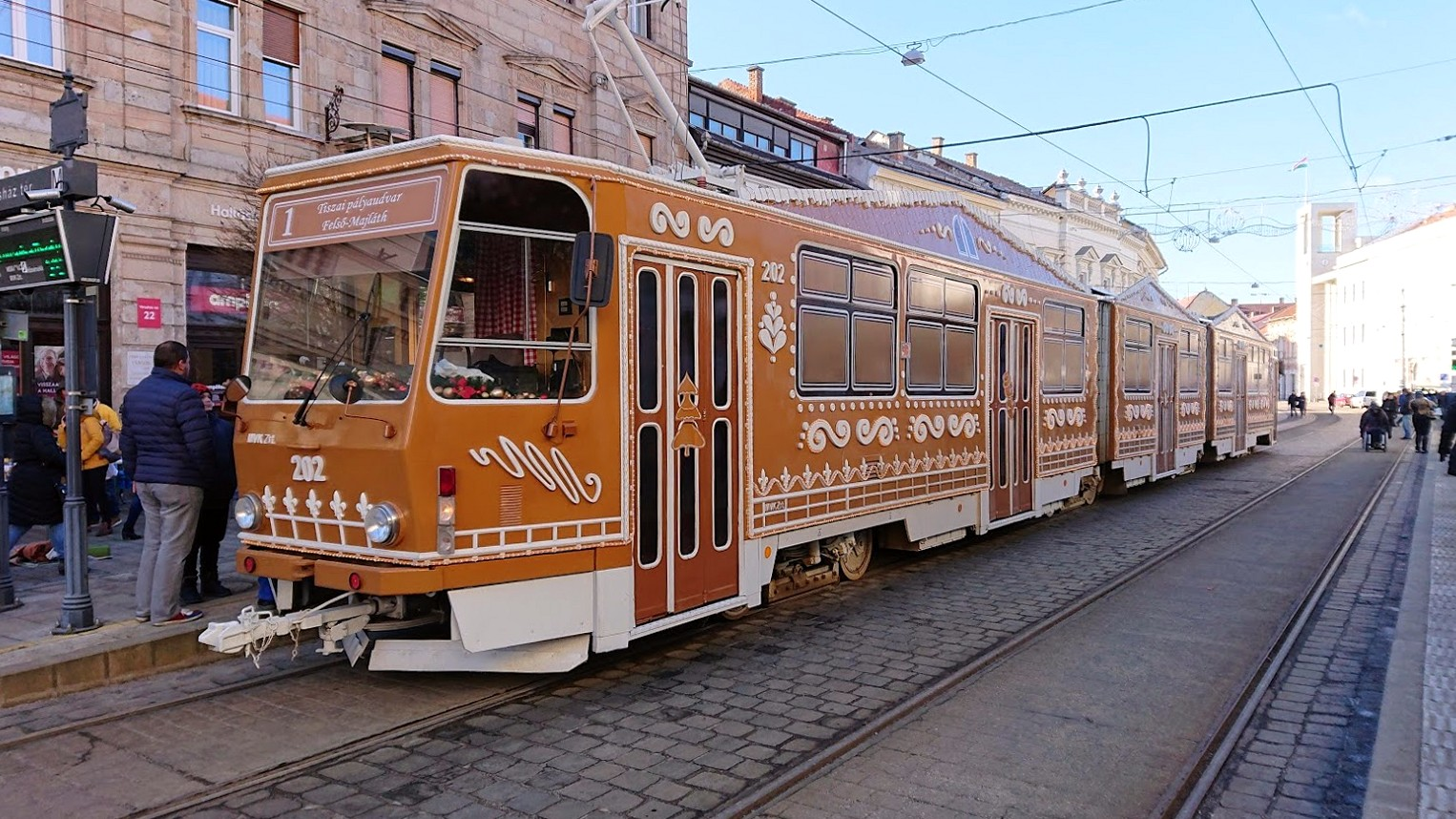
Julspårvagn på linje 1.

Metallarbetarna på fabriken i Diósgyőr berättade för kommunen och övriga företag att spårvagnslinjen var mycket viktig för att de skulle kunna göra sitt arbete. Med finansiell hjälp från staten och fabriken byggdes ett nytt spårvagnsnät mellan Miskolc och Diósgyőr. Företaget MDV Rt. startades och skulle sköta om det nya linjenätet. Diósgyőr var ingen del av Miskolc på den tiden och staten tillät egentligen endast en riktig järnväg att gå mellan de två städerna. Det var även planer på att koppla ihop de två spårvagnslinjerna så att resenärerna skulle slippa och byta linje när de skulle till fabriken, men MVV Rt. såg MDV Rt. som en kraftig konkurrent och vägrade. MDV Rt. gav senare upp sina rättigheter att sköta om spårvagnsnätet på grund av sina brister på kunskaper. MVV Ty. tog över MDV Rt.s tidigare sysslor. Den 22 januari 1906 förenades de två linjerna så att de kunde åka från Tiszaistationen hela vägen till Diósgyőr utan att behöva byta vagnar.
Under andra världskriget totalförstördes hela spårvagnsnätet och all spårvagnstrafik stod helt still under 1942.
År 1945 bildades kommunen Miskolc och Diósgyőr och Hejőcsaba blev nu delar av kommunen. Spårvagnlinjerna som gick mellan de tre städerna spelade en mycket viktig roll i detta. Görömböly, Tapolca och Lillafüred som var sammankopplade med Miskolc via bussar gick med i kommunen fem år senare.
Efter krigsslutet började bussar köra över hela staden runt 1948. Ett nytt bolag grundades år 1949 för att sköta bussarna. Bolaget gick år 1954 ihop med MVV Rt. och bildade MKV (Miskolci Közlekedési Vállalat; Kollektivtrafikföretaget i Miskolc). År 1951 fanns det redan fem busslinjer. Bolaget omorganiserades år 1994 till ett allmänt företag.
Under den långa historien hade Miskolc mest förväntningar år 1980, som näst största stad i landet och ett viktigt centrum för tyngre industri med mer än 200 000 invånare. Det är då inte heller konstigt att kollektivtrafiken sätter rekord på att ha kört 198,7 miljoner passagerare under 1988 med 274 bussar och 44 spårvagnar.

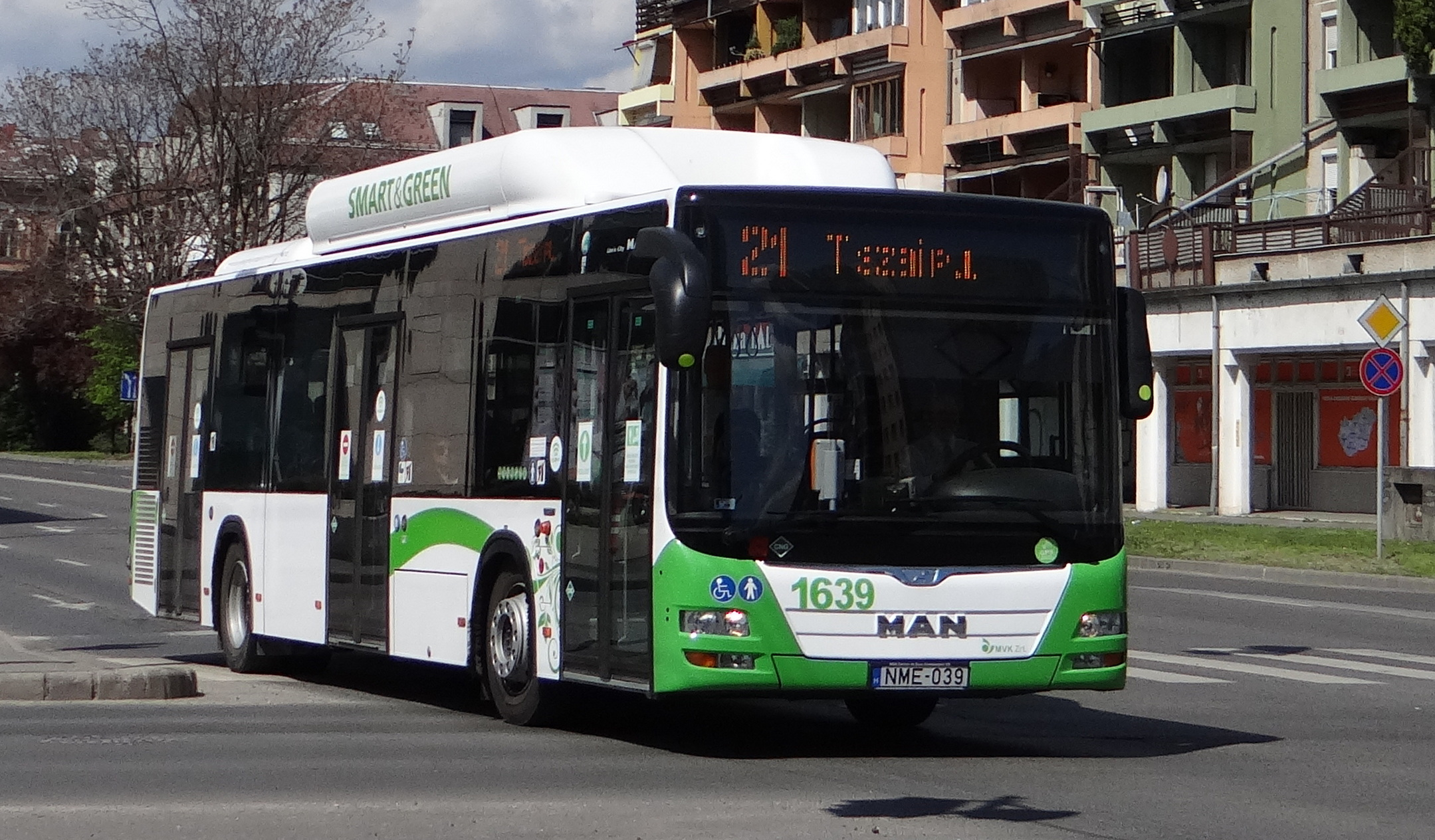
Linje 21.

År 1971 ändrade företaget sin policy från att ha en konduktör i varje fordon, men för många människor valde att fuskåka vilket innebar en stor ekonomisk förlust för företaget. Senare år 1996 valde MVK Rt.s chaufförer att endast öppna framdörren på bussarna för att kontrollera om passagerarna hade giltig biljett.
Jämfört med andra kollektivtrafikföretag i andra städer är Miskolcs system ganska bra. I genomsnitt stannar det varje dag 150 bussar vid varje busshållplats och det kommer nya bussar var åttonde minut.
Senare bytte företaget namn till MVK Rt. År 2005 ändrade företaget sitt namn från allmänt företag till privat limiterat företag då en ny lag krävde alla företag att välja mellan de två formerna. Nytt namn för företaget är idag MVK ZRt.

## Spårvagnsnätet

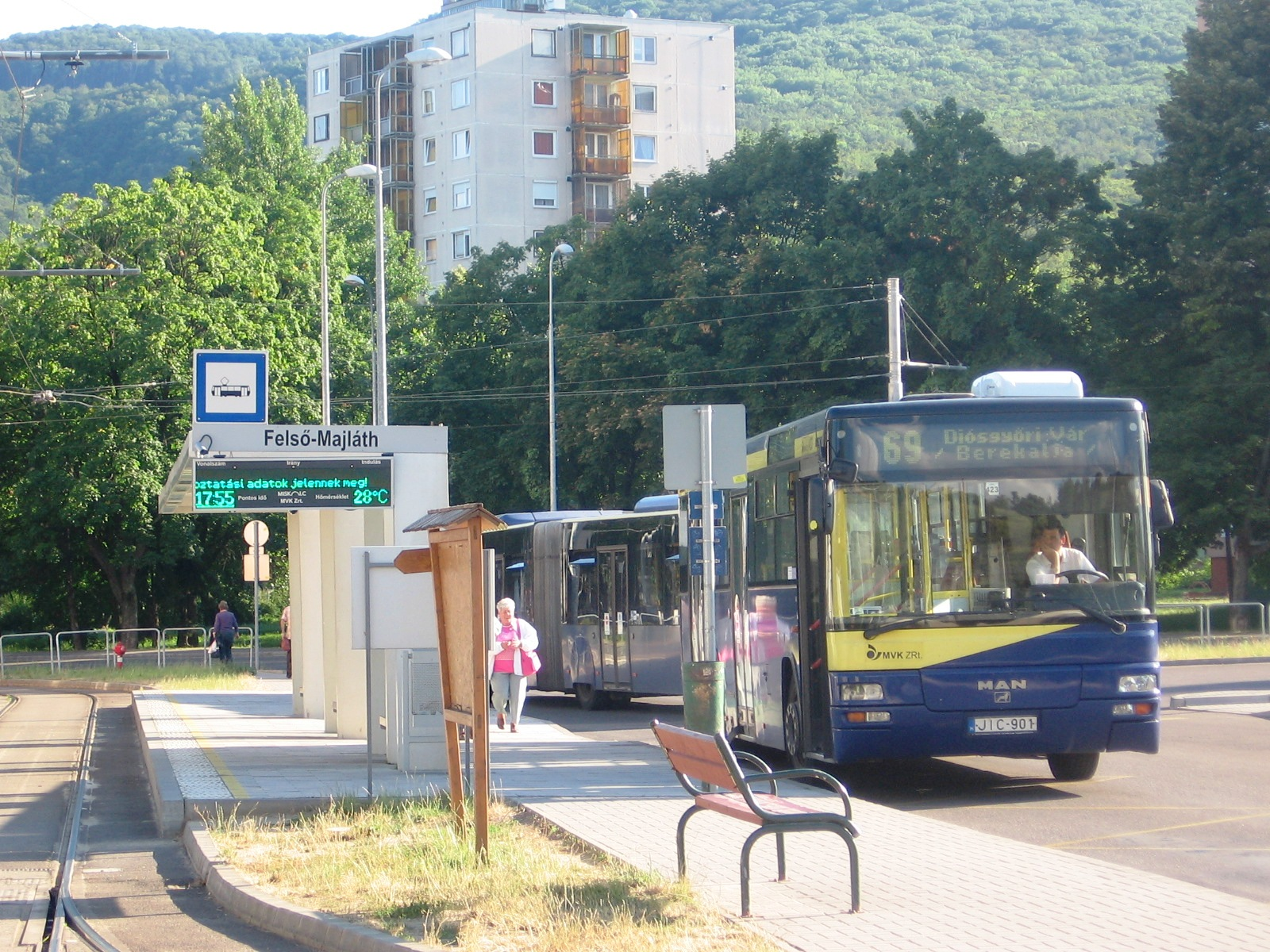
Äldre bussar av märket MAN och Neoplan i gamla livrét, 2011.

Miskolcs spårvagnsnät är uppdelat på två linjer, linje ett och linje två. Linje ett har färgen röd eller gul och linje två har färgen mörkröd. Alla vagnar i nätet är av typerna Tatra, SGP eller FVV. Totalt har spårvagnsnätet en spårlängd på 12 kilometer.
Båda linjerna har sin utgångsstation eller ändstation vid Tiszais järnvägsstation (pályaudvar). Linje ett löper rakt igenom staden till Diósgyör och linje två kör ungefär samma väg, men den svänger av innan och kör in till Järnverket (Vasgyár). Hela vägen förutom runt Vasgyár är det dubbelspår.
Företaget planerar även att förlänga linje ett till stadsdelen Felsö-Majláth och bygga en vändslinga där. En vändslinga skall då även byggas vid Szent Anna tér (St. Annatorget).

### Linjer
| Linje   | Färdväg                      | Färdtid    |
| ------- | ---------------------------- | ---------- |
| Linje 1 | Tiszai pályaudvar ↔ Diósgyőr | 29 minuter |
| Linje 2 | Tiszai pályaudvar ↔ Vasgyár  | 25 minuter |

## Speciallinjer
Företaget driver två expresslinjer med linjenumren 101 och 101 från Tiszai till Diósgyőr. Anledningen till dessa bussar är att fler och fler åker denna linjen och bussen gör inte lika många stopp.
Under den Internationella operafestivalen i Miskolc sätter företaget in nostalgivagnar som stannar vid teatern. Linjen är gratis för dem som har biljetter till teatern för den dagen.